# Légny
Légny település Franciaországban, Rhône megyében. Lakosainak száma 699 fő (2022. január 1.). Légny Saint-Vérand, Sarcey, Le Breuil és Val d’Oingt községekkel határos.

## Népesség
A település népességének változása:
| Lakosok száma | 657  | 652  | 678  | 667  | 670  | 673  | 681  | 691  | 699  |
|               | 2013 | 2015 | 2016 | 2017 | 2018 | 2019 | 2020 | 2021 | 2022 |